# Videogiochi Konami
Lista di videogiochi realizzati dalla Konami.

## 3DO
- 1995
  - Policenauts Pilot Disk
  - Policenauts

## Amiga
- 1991
  - Predator 2
- 1992
  - Plan 9 from Outer Space
- 1993
  - Frontier: Elite 2
  - Hank Williams: Porn Adventure

## Arcade
- 1978
  - Block Game
- 1980
  - Astro Invader
  - The End
- 1981
  - Scramble
  - Frogger
  - Video Hustler
  - Ultra Dome
  - Super Cobra
  - Jungler
  - Strategy X
  - Tactician
  - Space War
  - Turtles
  - Amidar
- 1982
  - Pooyan
  - Time Pilot
  - Tutankham
  - Roc'n Rope
  - Loco-Motion
- 1983
  - Track & Field (Hyper Olympic fuori dagli USA)
  - Gyruss
  - Mega Zone
  - Juno First
- 1984
  - Time Pilot '84
  - Road Fighter
  - Super Basketball
  - Mikie
  - Pandora's Palace
  - Circus Charlie
  - Hyper Sports (Hyper Olympic '84 in Giappone)
- 1985
  - Yie Ar Kung-Fu
  - Green Beret (Rush'n Attack negli Stati Uniti)
  - TwinBee
  - Gradius / Nemesis
  - Shaolin's Road (Kicker in Europa)
  - Konami's Ping Pong
  - Hyper Crash
  - Finalizer
- 1986
  - Double Dribble
  - Konami GT
  - Jail Break
  - Mr. Goemon (noto anche come Mr. Kabuki)
  - Iron Horse
  - Salamander / Life Force
  - Jackal (noto anche come Top Gunner)
  - Rock'n Rage
  - WEC Le Mans
- 1987
  - Contra (Gryzor in Europa)
  - Blades of Steel
  - Combat School
  - Battlantis
  - Flak Attack
  - B.A.W.
  - Devil World
  - Fast Lane
  - City Bomber
  - Typhoon
  - Labyrinth Runner
  - Rack 'em Up
  - Boot Camp
  - Dark Adventure
  - MX 5000
  - Life Force
- 1988
  - Super Contra
  - Haunted Castle (basato su Castlevania)
  - Chequered Flag
  - Devastators
  - The Main Event
  - The Final Round
  - Ajax
  - Thunder Cross
  - Kitten Kaboodle
  - Hot Chase
  - Gang Busters
  - Konami '88
  - Hyper Sports Special
  - Gradius II (Vulcan Venture in Europa)
- 1989
  - Teenage Mutant Ninja Turtles
  - Gradius III
  - M.I.A.: Missing in Action
  - Crime Fighters
  - S.P.Y.
  - Cue Brick
  - Block Hole
- 1990
  - Aliens
  - Junction
  - Lightning Fighters
  - Punk Shot
  - Over Drive
  - Surprise Attack
  - Parodius Da!
  - Whoo Yarth Taar
- 1991
  - Teenage Mutant Ninja Turtles: Turtles in Time
  - The Simpsons
  - Sunset Riders
  - Roller Games
  - Golfing Greats
  - Thunder Cross II
  - Vendetta
  - Detana! Twinbee
  - Escape Kids
  - Xexex
  - Mario Roulette
  - Slime Kun
  - Tsurikko Penta
- 1992
  - X-Men
  - Lethal Enforcers
  - G.I. Joe
  - Bucky O'Hare
  - Asterix
  - Hexion
  - Potrio
  - Wild West Cowboys of Moo Mesa
- 1993
  - Dadandan
  - Gaiapolis
  - Martial Champion
  - Metamorphic Force
  - Monster Maulers
  - Mystic Warrior
  - Polynet Commander
  - Premier Soccer
  - Run and Gun
  - Violent Storm
- 1994
  - Brain Busters
  - Racing Force
  - Funky Monkey
  - Konami Open Golf Championship
  - Fantastic Journey
  - Lethal Enforcers II: Gun Fighters
  - Quiz Do Re Mi Fa Grand Prix
  - Sauroid
  - Soccer Superstars
  - Taisen Puzzle-dama
- 1995
  - Midnight Run: Road Fighter 2
  - Crypt Killer
  - Five A Side Soccer
  - Midnight Run: Road Fighter 2
  - Pirate Ship
  - Premier Soccer '95
  - Quiz Do Re Mi Fa Grand Prix 2
  - Speed King
  - Tokimeki Memorial Taisen Puzzle-Dama
  - Twin Bee Yahhoo!
  - Ultra Sports
  - Winding Heat
  - Hole in One
- 1996
  - Balloon Penta
  - Bishi Bashi Champ Mini Game Senshuken
  - Daisu-Kiss
  - Dead Eye
  - GTI Club
  - Hyper Athlete
  - Midnight Run: Road Fighter 2
  - Powerfull Baseball '96
  - Run and Gun 2
  - Salamander 2
  - Sexy Parodius
  - Susume! Taisen Puzzle Dama
  - Taisen Tokkae dama
  - Vs. Net Soccer
  - Wave Shark
  - Winding Heat
- 1997
  - Battle Vision
  - Beatmania
  - Fighting Bujutsu: Wu-Shu
  - Hang Pilot
  - Operation Thunder Hurricane
  - Polystars
  - Racing Jam
  - Rushing Heroes
  - Solar Assault
  - Solar Assault: Revised
  - Tokimeki Memorial Oshiete Your Heart
  - Total Vice
  - Wedding Rhapsody
  - Winning Spike
- 1998
  - Battle Tryst
  - Beatmania 2ndMix
  - Beatmania 3rdMix
  - Beatstage
  - Dance Dance Revolution
  - Dance Dance Revolution 2ndMIX
  - Dark Horse Legend
  - Evil Night
  - Fighting Bujustu
  - Fisherman's Bait Kit
  - Fisherman's Bait 2
  - Handle Champ
  - Heat Of Eleven '98
  - Hip Hop Mania
  - Jikkyou Powerful Pro Baseball EX
  - Nagano Winter Olympics '98
  - NBA Play By Play
  - Pop'n Music
  - Total Vice
  - Teraburst
  - Racing Jam
  - Fighting Bujustu
  - Rushing Heroes Football
  - Thrill Drive
- 1999
  - Dance Dance Revolution 3rdMIX
  - Dance Dance Revolution 3rdMIX (Asian English edition)
  - Dance Dance Revolution 3rdMIX (Korean version 1 edition)
  - Dance Dance Revolution 3rdMIX (Korean version 2 edition)
  - Beatmania IIDX
  - Beatmania IIDX substream
  - Beatmania IIDX 2nd Style
  - Fisherman's Bait 2
  - Fisherman's Bait Marlin Challenge
  - Gachaga Champ
  - Gradius IV
  - GuitarFreaks 2ndMix
  - GuitarFreaks 3rdMix
  - Hyper Bishi Bashi
  - Pop'n Music 2
  - Pop'n Music 3
  - Pop'n Stage
  - Racing Jam 2
  - Silent Scope
  - Step Champ
- 2000
  - Dance Maniax (Dance Freaks in Corea)
  - Dance Maniax 2nd Mix
  - Dancing Stage
  - Fatal Judgement
  - Fighting Mania
  - Dance Dance Revolution 4thMIX
  - Dance Dance Revolution 4thMIX (Asian English edition)
  - Beatmania IIDX 3rd Style
  - Beatmania IIDX 4th Style
- 2001
  - Dance Maniax 2nd Mix Append JParadise
  - Driving Party
  - Jurassic Park III
  - Silent Scope EXtreme
  - Dancing Stage EuroMIX
  - Police 24/7
  - Mocap Boxing
  - Kick & Kick
  - Dance Dance Revolution USA
  - Dance Dance Revolution 5thMIX
  - DDRMAX: Dance Dance Revolution 6thMIX
  - Beatmania IIDX 5th Style
  - Beatmania IIDX 6th Style
- 2002
  - DDRMAX2: Dance Dance Revolution 7thMIX
  - Dance Dance Revolution EXTREME
  - Mocap Golf
  - Poolpocket
  - Perfect Pool
  - Silent Scope Fortune Hunter
  - Beatmania IIDX 7th Style
  - Beatmania IIDX 8th Style
- 2003
  - Dancing Stage EuroMIX 2
  - Warzaid
  - ProEvolution Soccer
  - Thrill Drive 2
  - Beatmania IIDX 9th style
- 2004
  - Beatmania IIDX 10th Style
  - Beatmania IIDX11 RED
- 2005
  - Dancing Stage Fusion
  - Beatmania IIDX12 Happy Sky
- 2006
  - Dancing Stage SuperNOVA
  - Dance Dance Revolution SuperNOVA
  - Beatmania IIDX13 DistorteD
- 2007
  - Beatmania IIDX14 GOLD

## MSX
- 1983
  - Antarctic Adventure
  - Monkey Academy
  - Time Pilot
  - Frogger
  - Super Cobra
  - Konami's Billiards (noto anche come Video Hustler)
  - Sparkie
  - Juno First
  - Crazy Train
- 1984
  - Athletic Land
  - Konami's Mahjong
  - Hyper Olympic 1 (noto anche come Track & Field 1 )
  - Hyper Olympic 2 (noto anche come Track & Field 2)
  - Circus Charlie
  - Magical Tree
  - Comic Bakery
  - Hyper Sports 1
  - Cabbage Patch Kids
  - Hyper Sports 2
  - Sky Jaguar
  - Konami's Pinball (mai pubblicato)
  - Badlands
- 1985
  - Hyper Rally
  - Konami's Tennis
  - Konami's Golf
  - Konami's Baseball
  - Yie-Ar Kung Fu
  - King's Valley
  - Mopi Ranger
  - Pippols
  - Road Fighter
  - Konami's Ping Pong
  - Konami's Soccer
  - Hyper Sports 3
  - Game Master
  - Konami's Boxing
  - Yie-Ar Kung Fu 2
  - Pooyan
  - Japanese Word Processor unit
- 1986
  - The Goonies
  - Knightmare
  - TwinBee
  - Konami's Synthesizer
  - Gradius (noto anche come Nemesis in Europa)
  - Penguin Adventure
  - Q*bert
  - Green Beret
- 1987
  - The Maze of Galious
  - Gradius 2 (noto anche come Nemesis 2 in Europa)
  - F1 Spirit
  - Shalom
  - The Game Master 2
  - Salamander
- 1988
  - Parodius
  - King's Valley II
  - Gofer no Yabō Episode II (released as Nemesis 3: The Eve of Destruction in Europa)
  - Konami Game Collection 1
  - Konami Game Collection 2
  - Konami Game Collection 3
  - Konami Game Collection 4
- 1989
  - Konami Game Collection Extra

## MSX2
- 1986
  - Akumajō Dracula (noto anche come Vampire Killer in Europa)
  - King Kong 2: Ikari's Megaton Punch
- 1987
  - Ganbare Goemon (noto anche come Samurai in Europa)
  - Hi no Tori (noto anche come Firebird in Europa)
  - Metal Gear
  - Uṣas
- 1988
  - King's Valley II
  - The Pro Yakyuu: Gekitotsu; Pennant Race
  - Konami's Uranai Sensation
  - Snatcher
  - Break Shot (mai pubblicato)
- 1989
  - Contra
  - Konami Game Collection Extra
  - The Pro Yakyuu: Gekitotsu; Pennant Race 2
  - Hai no Majutsushi (noto anche come Mah-Jong 2)
  - Space Manbow
  - Snatcher
  - Tentochito (mai pubblicato)
- 1990
  - Metal Gear 2: Solid Snake
  - Quarth
  - SD Snatcher

## MSX2+
- 1988
  - F1 Spirit 3D Special

## NEC PC-9801
- 1994
  - Policenauts

## PC
- 1988
  - Contra
  - Top Gunner
- 1989
  - Bloodwych
  - Boot Camp
  - Rush'n Attack
  - Teenage Mutant Ninja Turtles
- 1990
  - Bill Elliott's NASCAR Challenge
  - Blades of Steel
  - Castlevania
  - Double Dribble
  - Metal Gear
  - Predator 2
  - Super C
  - Theme Park Mystery
- 1991
  - J.R.R. Tolkien's Riders of Rohan
  - Killing Cloud
  - Mission: Impossible
  - Spacewrecked: 14 Billion Light Years From Earth
  - The Simpsons: Arcade Game
  - The Simpsons: Bart's House of Weirdness
  - Teenage Mutant Hero Turtles: The Coin-Op!
  - Teenage Mutant Ninja Turtles: The Manhattan Missions
- 1992
  - Batman Returns
  - Plan 9 from Outer Space
- 1993
  - Frontier: Elite 2
- 1996
  - Tokimeki Memorial: Forever With You
  - Tokimeki Memorial Taisen: Puzzle Dama
- 1997
  - Gradius Deluxe Pack
- 1998
  - Gokujo Parodius Da! Deluxe Pack
- 1999
  - Detana!! Twinbee Yahho! Deluxe Pack
- 2000
  - Metal Gear Solid: Integral
  - Jikkyou Oshaberi Parodius
  - The Grinch
  - The Mummy
  - Woody Woodpecker Racing
  - Sexy Parodius
- 2002
  - Dance Dance Revolution
  - ESPN NFL PrimeTime 2002
  - Frogger: The Great Quest
  - Konami Collector's Series: Castlevania & Contra
  - Shadow of Memories
  - Silent Hill 2: Director's Cut
  - Whiteout
- 2003
  - Apocalyptica
  - Bomberman Collection
  - Casino, Inc.
  - Frogger Beyond
  - Frogger's Adventures: The Rescue
  - International Superstar Soccer 3
  - Metal Gear Solid 2: Substance
  - Pro Evolution Soccer 3
  - Silent Hill 3
  - Teenage Mutant Ninja Turtles
  - Yu-Gi-Oh! Power of Chaos: Yugi the Destiny
  - Zone of the Enders: The 2nd Runner
- 2004
  - Pro Evolution Soccer 4
  - Silent Hill 4: The Room
  - Teenage Mutant Ninja Turtles 2: Battle Nexus
  - Yu-Gi-Oh! Power of Chaos: Kaiba the Revenge
  - Yu-Gi-Oh! Power of Chaos: Joey the Passion
- 2005
  - Crime Life: Gang Wars
  - Pro Evolution Soccer 5
  - Teenage Mutant Ninja Turtles Mutant Melee
  - Yu-Gi-Oh! Online
- 2006
  - Pro Evolution Soccer 6
  - The Regiment
  - Winx Club

## Famicom / NES
- 1983
  - Antarctic Adventure
- 1985
  - Hyper Sports
  - Street fighter
  - Yie Ar Kung-Fu
- 1986
  - Ganbare Goemon
  - Goonies, The
  - Gradius
  - TwinBee
- 1987
  - Castlevania
  - Double Dribble
  - Getsufuu Maden
  - Goonies II, The
  - Rush'n Attack
  - Salamander (videogioco) / Life Force
  - Top Gun
  - Stinger (Moero Twinbee in Giappone)
  - Track & Field
  - King Kong 2: Ikari no Megaton Punch
- 1988
  - Contra
  - Metal Gear
  - Top Gunner
  - Track & Field II
  - Castlevania II: Simon's Quest
  - Gradius II
  - Konami Wai Wai World
  - Blades of Steel
  - Skate or Die!
  - Gyruss
  - Q-Bert
- 1989
  - Adventures of Bayou Billy, The
  - Teenage Mutant Ninja Turtles
  - Top Gun II
  - Jack Nicklaus Golf
  - Defender of the Crown
  - Kings of the Beach
  - Silent Service
  - Twinbee 3: Poko Poko Daimaou
- 1990
  - Super C
  - Castlevania III: Dracula's Curse
  - Impossible
  - Mouryou Senki Madara
  - Snake's Revenge
  - Rollergames
  - Ski or Die
  - TMNT 2: The Arcade Game
  - Akumajou Special: Boku Dracula-kun
- 1991
  - Base Wars
  - Bill Elliott's NASCAR Challenge
  - Bucky O'Hare
  - Crisis Force
  - Lagrange Point
  - Laser Invasion
  - The Lone Ranger
  - Monster in My Pocket
  - Nightshade
  - Pirates
  - Tiny Toons Adventures
  - Teenage Mutant Ninja Turtles III: The Manhattan Project
  - Wai Wai World 2: SOS!! Parsley Castle
  - Where in the World is Carmen Sandiego?
  - Yume Penguin Monogatari
- 1992
  - Konami Hyper Soccer
  - King's Quest 5
  - Contra Force
  - Esper Dream 2 - Aratanaru Tatakai
  - Noah's Ark
  - Tiny Toon Adventures Cartoon Workshop
  - Batman Returns
- 1993
  - Bio Miracle Bokutte Upa
  - Tiny Toon Adventures 2: Trouble in Wackyland
  - TMNT: Tournament Fighters
  - Zen: Intergalactic Ninja

## Famicom Disk System
- 1986
  - TwinBee
  - Moero! Twinbee (Stinger)
  - Akumajou Dracula (Castlevania)
- 1987
  - Dracula II: Noroi no Fuuin (Castlevania II: Simon's Quest)
  - Armana no Kiseki
  - Falsion
  - Esper Dream
- 1988
  - Bio Miracle Bokutte Upa
  - Gyruss
  - Konami Ice Hockey (Blades of Steel)
  - Exciting Soccer: Konami Cup

## Super NES
- 1991
  - Gradius III
  - Legend of the Mystical Ninja
  - Super Castlevania IV
- 1992
  - Axelay
  - Contra III: The Alien Wars
  - Cybernator (Assault Suits Valken in Giappone)
  - Parodius Da! －Shinwa kara Owarai e－
  - Prince of Persia
  - Teenage Mutant Ninja Turtles IV: Turtles in Time
  - Tiny Toon Adventures: Buster Busts Loose
- 1993
  - Batman Returns
  - Ganbare Goemon 2
  - Lethal Enforcers
  - Mouryou Senki Madara 2
  - NFL Football
  - Pop'n Twinbee
  - Sunset Riders
  - Teenage Mutant Ninja Turtles: Tournament Fighters
  - Zombies Ate My Neighbours
- 1994
  - Adventures of Batman & Robin
  - Animaniacs
  - Biker Mice From Mars
  - Ganbare Goemon 3
  - Gokujō Parodius! ～Kako no Eikō o Motomete～
  - International Superstar Soccer
  - Jikkyou Powerful Pro Yakyuu '94
  - Twinbee: Rainbow Bell Adventures
  - Sparkster
  - Tiny Toon Adventures: Wacky Sports Challenge (SNES)
  - Tsuyoshi Shikkarai Shinasai: Taisen Puzzle-dama
- 1995
  - Castlevania: Dracula X
  - Ganbare Goemon 4
  - International Superstar Soccer Deluxe
  - Jikkyō Oshaberi Parodius
  - Jikkyou Powerful Pro Yakyuu 2
  - Metal Warriors
  - NBA Give 'n Go
- 1996
  - Jikkyou Power Pro Wrestling '96: Max Voltage
  - Jikkyou Powerful Pro Yakyuu '96 Kaimaku Han
  - Jikkyou Powerful Pro Yakyuu 3
  - Tokimeki Memorial
- 1997
  - Jikkyou Powerful Pro Yakyuu 3 '97 Haru
- 1998
  - Jikkyou Powerful Pro Yakyuu: Basic Han '98

## Nintendo 64
- 1997
  - Deadly Arts
  - International Super Star Soccer 64
- 1998
  - Castlevania 64
  - International Superstar Soccer 98
  - Mystical Ninja Starring Goemon
  - Susume! Taisen Puzzle Dama: Tōkon! Marutama Chō
  - NBA In The Zone '98
  - Nagano Winter Olympics '98
  - Holy Magic Century (noto anche come Quest 64)
  - NHL Blades of Steel '99
  - Rakuga Kids
- 1999
  - Castlevania: Legacy of Darkness
  - Goemon's Great Adventure
  - Hybrid Heaven

## Nintendo GameCube
- 2002
  - Winning Eleven 6: Final Evolution
- 2003
  - Teenage Mutant Ninja Turtles
- 2004
  - Metal Gear Solid: The Twin Snakes
  - Teenage Mutant Ninja Turtles 2: Battle Nexus
- 2005
  - Dance Dance Revolution: Mario Mix
  - Teenage Mutant Ninja Turtles Mutant Melee
  - Teenage Mutant Ninja Turtles 3: Mutant Nightmare

## Wii
- Eledees
- Dewy's Adventure
- Wing Island
- Kororinpa: Marble Mania
- Dance Dance Revolution Hottest Party
- Super Castlevania IV (Virtual Console)
- Contra III: The Alien Wars(Virtual Console)
- Gradius (Virtual Console)
- Teenage Mutant Ninja Turtles (Virtual Console)

## Nintendo Switch
- 2017
  - Super Bomberman R
- 2021
  - Castlevania Advance Collection
  - Solomon Program
  - Super Bomberman R Online
  - eBaseball Professional Baseball Spirits 2021: Grand Slam
  - Yu-Gi-Oh! Rush Duel: Saikyou Battle Royale!!
  - Power Pro-Kun Pocket R
  - Tokimeki Memorial Girl’s Side 4th Heart
- 2023
  - Super Bomberman R 2
- 2025
  - Tokimeki Memorial: Forever With You Emotional
  - Gradius Origins

## SG-1000
- 1984
  - Hyper Sports
  - Mikie

## Sega Mega Drive
- 1990
  - Junction
- 1992
  - Sunset Riders
  - Teenage Mutant Ninja Turtles: The Hyperstone Heist
- 1993
  - Lethal Enforcers
  - Rocket Knight Adventures
  - Teenage Mutant Ninja Turtles: Tournament Fighters
  - Tiny Toon Adventures: Buster's Hidden Treasure
  - Zombies Ate My Neighbors
- 1994
  - Animaniacs
  - Castlevania: Bloodlines
  - Contra: Hard Corps
  - Double Dribble: The Playoff Edition
  - Lethal Enforcers II: Gun Fighters
  - Sparkster: Rocket Knight Adventures 2
  - Tiny Toon Adventures: ACME All-Stars
  - Tiny Toon Adventures: ACME Animation Studio
- 1996
  - International Superstar Soccer Deluxe

## Sega Mega CD
- 1993
  - Lethal Enforcers
- 1994
  - Lethal Enforcers II: Gun Fighters
  - Snatcher

## Sega Saturn
- 1995
  - Chibi Maruko-Chan: No Taisen Puzzle Dama
  - Detana Twinbee Yahho! Deluxe Pack
  - Eisei Meijin
  - Gokujō Parodius Da! Deluxe Pack
  - Jikkyō Powerful Pro Yakyū '95
  - Kumite
- 1996
  - Bottom of the 9th
  - Contra: Legacy of War
  - Eisei Meijin II
  - Gradius Deluxe Pack
  - Jikkyō Oshaberi Parodius: Forever with Me
  - Policenauts
  - Sexy Parodius
  - Snatcher
  - Tokimeki Memorial: Forever With You
  - Tokimeki Memorial Taisen: Puzzle Dama
- 1997
  - Broken Helix
  - Crypt Killer
  - Jikkyō Powerful Pro Yakyū S
  - Salamander Deluxe Pack Plus
  - Tokimeki Memorial Drama Series Vol. 1: Nijiiro no Seishun
  - Tokimeki Memorial Selection: Fujisaki Shiori
  - Tokimeki Memorial Taisen: Tokkae Dama
  - Vandal Hearts
- 1998
  - Akumajō Dracula X: Gekka no Yasōkyoku (Castlevania: Symphony of the Night)
  - Genso Suikoden
  - J-League Jikkyō Honoo no Striker
  - Konami Antiques MSX Collection Ultra Pack
  - Tokimeki Memorial Drama Series Vol. 2: Irodori no Love Song
  - Yoshimura Shogi
- 1999
  - Tokimeki Memorial Drama Series Vol. 3: Tabidachi no Uta

## Dreamcast
- 1999
  - Airforce Delta
  - Dancing Blade: Katte ni Momo Tenshi
  - Dancing Blade: Katte ni Momo Tenshi II - Tears Of Eden
  - Eisei Meijin III
  - Pop'n Music
  - Pop'n Music 2
  - Gokujo Parodius Da! Deluxe Pack
  - Gradius Deluxe Pack
- 2000
  - Castlevania: Resurrection (cancelled)
  - Dance Dance Revolution 2ndMIX
  - Dance Dance Revolution CLUB VERSION Dreamcast Edition
  - ESPN International Track & Field
  - ESPN NBA 2Night
  - Jikkyō Powerful Pro Yakyū Dreamcast Edition
  - Nightmare Creatures II
  - Pop'n Music 3 Append Disc
  - Pop'n Music 4 Append Disc
  - Detana!! Twinbee Yahoo! Deluxe Pack
  - Salamander Deluxe Pack
  - Silent Scope
  - The Grinch
  - The Mummy (cancelled)
  - Woody Woodpecker Racing

## PlayStation
- 1995
  - Tokimeki Memorial: Forever With You
  - NBA In the Zone
- 1996
  - Bottom of the Ninth
  - Contra: Legacy of War
  - The Final Round
  - Goal Storm
  - Gradius Deluxe Pack
  - International Superstar Soccer Deluxe
  - International Track & Field
  - NBA In the Zone 2
  - NFL Full Contact
  - Parodius
  - Policenauts
  - Policenauts Private Collection
  - Project Overkill
  - Road Rage
  - Suikoden
- 1997
  - Broken Helix
  - Castlevania: Symphony of the Night
  - Crypt Killer
  - Goal Storm '97
  - Gradius Gaiden
  - International Super Star Soccer Pro
  - Lethal Enforcers I & II
  - Midnight Run
  - Nagano Winter Olympics '98
  - Poy Poy
  - Vandal Hearts
  - Salamander Deluxe Pack Plus
- 1998
  - Azure Dreams
  - Bishi Bashi Special
  - Bottom of The 9th '99
  - C: The Contra Adventure
  - Dancing Blade Katteni Momotenshi!
  - G-Shock
  - International Superstar Soccer 98
  - Kensei: Sacred Fist
  - Metal Gear Solid
  - Nagano Winter Olympics '98
  - NBA Pro '98
  - Poitter's Point 2
  - TwinBee RPG
- 1999
  - Blades of Steel '99
  - Dancing Blade Katteni Momotenshi II ~Tears of Eden~
  - Fisherman's Bait: A Bass Challenge
  - GuitarFreaks
  - Gungage
  - International Track & Field 2000
  - Konami Arcade Classics
  - Metal Gear Solid: VR Missions
  - NBA In the Zone '99
  - Poy Poy 2
  - Silent Hill
  - Soul of the Samurai (noto anche come Ronin Blade in Europa)
  - Suikoden II
  - Tokimeki Memorial 2
  - Vandal Hearts II
- 2000
  - ESPN Great Outdoor Games: Bass Fishing
  - ESPN MLS Game Night
  - The Grinch
  - ISS Pro Evolution
  - The Mummy
  - NHL Blades of Steel 2000
  - Winning Eleven 2000
  - Woody Woodpecker Racing
- 2001
  - Castlevania Chronicles
  - Dance Dance Revolution (1stMIX)
  - Dance Dance Revolution Disney Mix
  - ISS Pro Evolution 2
- 2002
  - Dance Dance Revolution KONAMIX
  - Dancing Stage Party Edition
  - Martial Beat
  - Yu-Gi-Oh! Forbidden Memories
  - Winning Eleven 2002.
- 2003
  - Pinobee

## PlayStation 2
- 2000
  - 7 Blades
  - DrumMania
  - ESPN International Track & Field
  - ESPN X-Games Snowboarding
  - Gradius III & IV
  - Guitar Freaks 3rd Mix & DrumMania 2nd Mix
  - Silent Scope
  - Winning Eleven 5
- 2001
  - Ephemeral Fantasia
  - ESPN MLS ExtraTime
  - ESPN NBA 2Night
  - ESPN NFL Primetime 2002
  - ESPN National Hockey Night
  - ESPN X-Games Skateboarding
  - Frogger: The Great Quest
  - Metal Gear Solid 2: Sons of Liberty
  - ParaParaParadise
  - Police 911
  - Pro Evolution Soccer
  - Ring of Red
  - Shadow of Memories
  - Silent Hill 2
  - Silent Scope 2
  - Tokimeki Memorial 3
  - Winning Eleven 6
  - Zone of the Enders
- 2002
  - Contra: Shattered Soldier
  - DDRMAX: Dance Dance Revolution
  - ESPN International Winter Sports
  - ESPN NBA 2Night 2002
  - ESPN Winter X-Games Snowboarding 2002
  - Evolution Skateboarding
  - Evolution Snowboarding
  - Konami's Moto-X
  - NBA Starting Five
  - Silent Scope 3
  - Suikoden III
  - Whiteout
  - WTA Tour Tennis
  - Tokimeki Memorial Girl's Side
  - Winning Eleven 6: Final Evolution
- 2003
  - Castlevania: Lament of Innocence
  - Dreammix TV World Fighters
  - Dancing Stage Megamix
  - Fisherman's Challenge
  - Frogger Beyond
  - K-1 World Grand Prix
  - Metal Gear Solid 2: Substance
  - Silent Hill 3
  - Teenage Mutant Ninja Turtles
  - Tour de France: Centenary Edition
  - Yu-Gi-Oh! The Duelists of the Roses
  - Zone of the Enders: The 2nd Runner
- 2004
  - Deadly skies III (AirForce Delta)
  - Cy Girls (ESRB-> M)
  - Flame of Recca: Final Burning
  - Gradius V
  - Meine Liebe
  - Metal Gear Solid 3: Snake Eater
  - Neo Contra
  - Silent Hill 4: The Room
  - Suikoden IV
  - Teenage Mutant Ninja Turtles 2: Battle Nexus
  - U Move Super Sports
  - Winning Eleven 7 International
  - Winning Eleven 8
- 2005
  - Castlevania: Curse of Darkness
  - Enthusia Professional Racing
  - Metal Gear Solid 3: Subsistence
  - Nano Breaker
  - Rumble Roses
  - S.L.A.I.: Steel Lancer Arena International
  - Suikoden Tactics
  - Teenage Mutant Ninja Turtles 3: Mutant Nightmare 
  - Winning Eleven 9
  - OZ - Over Zenith (Solo in Giappone e in Europa)
  - Crime Life: Gang Wars
- 2006
  - Beatmania
  - Suikoden V
  - Negima!? 3rd Time
- 2007
  - Negima!? Dreaming Princess

## PlayStation 3
- 2008
  - Metal Gear Solid 4: Guns of the Patriots
  - Pro Evolution Soccer 2008
  - Silent Hill: Homecoming
- 2009
  - Pro Evolution Soccer 2009
- 2010
  - Pro Evolution Soccer 2010
  - Castlevania: Lords of Shadow
- 2011
  - Pro Evolution Soccer 2011
- 2012
  - Pro Evolution Soccer 2012
  - Silent Hill: Downpour
- 2013
  - Metal Gear Risinig: Revengeance
  - Pro Evolution Soccer 2013

## PlayStation Portable
- 2006
  - Tokimeki Memorial: Forever With You
- 2007
  - Castlevania The Dracula X Chronicles
- 2008
  - Coded Arms: Contagion

## Sharp X68000
- 1986
  - Salamander
  - TwinBee
- 1987
  - Gradius
- 1989
  - Ajax
- 1990
  - Quarth
- 1991
  - Parodius
  - Detana!! TwinBee
  - Bells and Whistles
- 1992
  - Gradius 2
  - Nama Baseball '68
- 1993
  - Akumajō Dracula
  - Nemesis 90' Kai

## Sinclair ZX Spectrum
- 1985
  - Yie-Ar Kung Fu
  - Mikie
  - Hyper Sports
- 1986
  - Green Beret
  - Jackal
  - Konami's Ping Pong
  - Shao-Lin's Road
  - Yie Ar Kung-Fu II
  - Konami's Tennis
  - Konami's Coin-Op Hits
  - Konami's Golf
- 1987
  - Combat School
  - Gryzor
  - JailBreak
  - Nemesis
  - Salamander
- 1988
  - Track & Field
  - Typhoon
  - WEC Le Mans
- 1989
  - Konami's Arcade Collection
- 1991
  - Teenage Mutant Ninja Turtles
- Never released
  - Gyruss
  - Iron Horse

## TurboGrafx-16 / PC Engine
- 1991
  - Gradius
  - Salamander
- 1992
  - Parodius
  - Gradius II: Gofer no Yabō
  - Detana!! Twinbee
  - Snatcher
- 1993
  - Akumajou Dracula X: Chi no Rondo
  - Martial Champion
- 1994
  - Tokimeki Memorial

## Xbox
- 2001
  - AirForce Delta Storm
- 2002
  - Metal Gear Solid 2: Substance
  - Shadow of Memories
  - Silent Hill 2: Restless Dreams(US)/Inner Fears(Europa)
- 2003
  - Teenage Mutant Ninja Turtles
- 2004
  - Silent Hill 4: The Room
  - Silent Scope Complete
  - Teenage Mutant Ninja Turtles 2: Battle Nexus
  - Winning Eleven 8 International
- 2005
  - Castlevania: Curse of Darkness
  - Teenage Mutant Ninja Turtles Mutant Melee
  - Teenage Mutant Ninja Turtles 3: Mutant Nightmare 
  - Winning Eleven 9
  - Crime Life: Gang Wars

## Xbox 360
- 2006
  - Rumble Roses XX
  - Pro Evolution Soccer 6
  - Pro Evolution Soccer 2008
  - Pro Evolution Soccer 2009
  - Pro Evolution Soccer 2010

## Handheld Electronic Games/Game Boy
- 1989
  - The Castlevania Adventure
  - Motocross Madness
- 1990
  - Operation C
  - Quarth
  - NFL Football
  - Skate or Die: Bad 'n Rad
  - Nemesis
  - TMNT: Fall of the Foot Clan
  - Twinbee Da!!
- 1991
  - Bill Elliott's NASCAR Challenge
  - Double Dribble
  - Castlevania II: Belmont's Revenge
  - Blades of Steel
  - Nemesis II
- 1992
  - TMNT 2: Return to the Sewers
  - Top Gun: Guts and Glory
  - Track and Field
  - World Circuit Series
  - Ultra Golf
  - Tiny Toon Adventures: Babs' Big Break
- 1993
  - Zen: Intergalactic Ninja
  - Tiny Toon Adventures 2: Montana's Movie Madness
  - Kid Dracula
  - Raging Fighter
  - Batman the Animated Adventure
  - TMNT 3: Radical Rescue
- 1994
  - Contra: The Alien Wars
  - Tiny Toon Adventures: Wacky Sports Challenge
- 1995
  - Animaniacs
- 1997
  - Castlevania Legends

## Game Boy Color
- 1998
  - Ganbare Goemon Tengu-to no Gyakushu!
- 1999
  - Azure Dreams
  - Beat Breaker
  - beatmania GB
  - beatmania GB2 Gotcha Mix
  - Bullet Battlers
  - International Rally
  - International Superstar Soccer 99
  - International Track & Field
  - Kinniku Banzuke GB
  - Ganbare Goemon: Mononoke Sugoroku
  - Motocross Maniacs 2
  - NBA In The Zone
  - NBA In The Zone 2000
  - NHL Blades of Steel
  - Owarai Yoiko No Game Dou: Oyaji Sagashite 3 Choume
  - Pocket GI Stable
  - Power Pro Kun Pocket
  - Spawn
  - Survival Kids
  - Tokimeki Memorial Pocket Culture Hen
  - Tokimeki Memorial Pocket Sport Hen
  - Yu-Gi-Oh! Dark Duel Stories II
- 2000
  - Airforce Delta
  - Battle Fishers
  - beatmania GB Gotcha Mix 2
  - Cyborg Kuro Chan
  - Cyborg Kuro Chan 2
  - Dance Dance Revolution GB
  - Dance Dance Revolution GB 2
  - ESPN International Track & Field
  - ESPN National Hockey Night
  - Ganbare Goemon: Hoshizorashi Dynamites Arawaru!!
  - beatmania GB Gotcha Mix 2
  - The Grinch
  - Hunter X Hunter: Hunter no Keifu
  - International Rally
  - International Superstar Soccer 2000
  - Kinniku Banzuke GB2
  - Metal Gear: Ghost Babel
  - Millennium Winter Sports
  - The Mummy
  - NHL Blades of Steel 2000
  - pop'n music GB
  - pop'n music GB: Animated Melody
  - pop'n music GB: Disney Tunes
  - Power Pro Kun 2
  - Survival Kids 2: Dasshutsu! Futago Shima
  - Millennium Winter Sports
  - Woody Woodpecker Racing
  - Yu-Gi-Oh! Dark Duel Stories
  - Yu-Gi-Oh! Duel Monsters 4: Jounouchi Deck
  - Yu-Gi-Oh! Duel Monsters 4: Kaiba Deck
  - Yu-Gi-Oh! Duel Monsters 4: Yuugi Deck
  - Yu-Gi-Oh! Monster Capture GB
- 2001
  - Chou Gals!
  - Battle Fishers
  - Dance Dance Revolution GB3
  - Dance Dance Revolution GB Disney
  - Hunter X Hunter: Kindan no Hihou
  - Kinniku Banzuke GB 3
  - Oha Star Dance Dance Revolution GB

## Game Boy Advance
- 2001
  - Castlevania: Circle of the Moon
  - Konami Krazy Racers
  - Tanbi Musou Meine Liebe
  - Gradius Galaxies
- 2002
  - ESPN International Winter Sports 2002
  - ESPN X Games Snowboarding
  - Motocross Maniacs Advance
  - WTA Tour Tennis
  - Castlevania: Harmony of Dissonance
  - Yu-Gi-Oh! The Eternal Duelist Soul
  - Contra Advance: The Alien Wars
  - Disney Sports Soccer
  - Frogger's Adventure 2: The Lost Wand
  - Disney Sports Skateboarding
  - Disney Sports Basketball
  - Disney Sports Football
  - Konami Collector Series: Arcade Advanced
  - Airforce Delta Storm
- 2003
  - Disney Sports Snowboarding
  - Yu-Gi-Oh! Dungeondice Monsters
  - Yu-Gi-Oh! Worldwide Edition: Stairway to the Destined Duel
  - Silent Scope
  - Teenage Mutant Ninja Turtles
  - International Superstar Soccer
  - Yu-Gi-Oh!: The Sacred Cards
  - Castlevania: Aria of Sorrow
  - Boktai: The Sun Is in Your Hand
  - Ninja Five-0
- 2004
  - TMNT 2: Battle Nexus
  - Boktai 2: Solar Boy Django
  - Shaman King: Master of Spirits
  - Boktai: Sabata's Counterattack
  - Shaman King: Master of Spirits 2
- 2007
  - Yu-gi-oh!GX Duel Academy

## Nintendo DS
- 2004
  - Tennis no Oujisama 2005: Crystal Drive
- 2005
  - Castlevania: Dawn of Sorrow
  - Croket! DS: Tenkuu no Yuusha tachi
  - Dragon Booster
  - Frogger Helmet Chaos
  - Ganbare Goemon: Toukai Douchuu Ooedo Tengurigaeshi no Maki
  - Lost in Blue
  - Power Pocket Koushien
  - Power Pro Kun Pocket 8
  - Tao's Adventure: Curse of the Demon Seal
  - Teenage Mutant Ninja Turtles 3: Mutant Nightmare
  - Yu-Gi-Oh! Nightmare Troubadour
- 2006
  - Iron Feather
  - Castlevania: Portrait of Ruin
  - My Frogger Toy Trials
  - Otogi-Jushi Akazukin
  - Yu-Gi-Oh! GX: Spirit Caller
- 2007
  - Yu-Gi-Oh!: World Championship 2007
  - Death Note
  - Lunar Knights
  - Lost in Blue 2
  - Konami Classics Series: Arcade Hits
  - Winning Eleven: Pro Evolution Soccer 2007
  - Steel Horizon

## Nintendo 3DS
- 2012
  - Beyond the Labyrinth

## PlayStation Portable
- 2004
  - Mahjong Fight Club
  - Metal Gear Acid
- 2005
  - Coded Arms
  - Frogger Helmet Chaos
  - Metal Gear Acid 2
  - Twelve
  - Winning Eleven 9: Ubiquitous Evolution
- 2006
  - Gradius Portable
  - Metal Gear Solid: Portable Ops
  - Yu-Gi-Oh! GX Tag Force
- 2007
  - Castlevania: The Dracula X Chronicles
  - Pro Evolution Soccer 2008

## Telefono cellulare
2000
- The Pirate Mileage
- Konami Characore World (コナミキャラコレワールド?, Konamikyarakorewārudo)

2001
- Bishi Bashi Champ
- Twinbee
- Puzzle-Dama

2002
- Ganbare Goemon: Tsūkai Game Apli
- Kekkyo ku Nankyoku choi bōken (けっきょく南極ちょい冒険?)
- Tank Battle X
- Riddle Rally
- Pastel Jan
- Royal Casino (ロイヤルカジノ?)
- Konami No Burokkukuzushi Nazo No Kabe
- Mokemoke Dōchūki (もけもけ道中記?)
- Mokemoke Quest (もけもけクエスト?)

2003
- Parodius Da! －Shinwa kara Owarai e－
- Knightmare
- Mini kyodai Robo Goemon Compact (ミニ巨大ロボ ゴエモンコンパクト?)
- Quarth
- Gradius
- Contra 
- Time Pilot
- Salamander
- Puzzle-Dama DX
- DX Hanafuda

2004
- Tokimeki Memorial
- Detana! Twinbee
- TwinBee Dungeon
- Gradius NEO
- Gradius NEO -IMPERIAL-
- Tokimeki Memorial Girl's Side Puzzle-Dama
- Metal Gear
- Solid Snake
- Castlevania
- Silent Scope
- Track and Field
- Penta no Tsuri Bōken DX
- Gyruss
- Kawaī Jan
- Bakudan Ribāshi
- Bakudan Shinkei Suijaku
- Bakudan Go Mo Kunara Be
- Motto Mokemoke Dōchūki (もっともけもけ道中記?)

2005
- Ganbare Goemon 3: Shichijuurokubei no Karakuri Manji Gatame
- Ganbare Goemon! Karakuri Dōchū
- Dance Dance Revolution Mobile 3D
- Quiz Konamillion
- Gradius II
- Road Fighter
- Dancing Stage
- Quiz Magic Academy Mobile

2006
- Frogger for Prizes
- Konami Wai Wai World
- Akumajō Special: Boku Dracula-kun
- Bio Miracle Bokutte Upa
- Gradius 2
- Konami Wai Wai Sokoban
- Space Manbow
- Parodius
- Rumble Roses Sexy Pinball
- New Track and Field
- Penguin Adventure
- Frogger 25th, Frogger Evolution
- Castlevania III: Dracula's Curse
- Dance Dance Revolution
- Rush'n Attack
- Ai Senshi Nicol

2007
- Ganbare Goemon Gaiden: Kieta Ougon Kiseru
- Gokujō Parodius! ～Kako no Eikō o Motomete～
- Frogger Launch
- Pirate Poppers
- Shout! Shaberin Champ Mobile
- Quiz Magic Academy Mobile 2
- Silent Hill: Orphan
- Castlevania: Order of Shadows
- Tokimeki Memorial OnlyLove ~ Tokimeki no Partner ~
- Intuition! Bishi Bashi Champ Mobile
- Tokimeki Memorial 2
- Contra 4
- Airforce Delta Alternative
- Hell Girl Puzzle-Dama
- Professor Fizzwizzle
- Esper Dream

2008
- Pro Evolution Soccer 2008
- Suikoden
- Konami Comic: Genso Suikoden
- Metal Gear Acid Mobile
- Metal Gear Solid Mobile
- Tokimeki Memorial Girl's Side -Love Stories-
- Tomenasanna The pure Showa volume
- Frogger Beats n' Bounces
- Silent Hill Orphan 2
- Dewy's Adventure
- Quiz Magic Academy Mobile 3
- Tokimeki Memorial Mail Drama
- Konami Comic: Genso Suikoden II
- Castlevania: Aria of Sorrow
- Yie Ar Kung-Fu
- Suikoden Tierkreis Stardust Castle
- Super Contra
- Pro Evolution Soccer 2009
- LOST in BLUE Mobile Marina ＆ Riku Volume
- GTI Club: Supermini Festa!
- Power Pro World Home Run Competition 4

2009
- Suikoden II
- Pro Evolution Soccer 2010
- Metal Gear Acid 2 Mobile
- Tomenasanna PJ Emperor Strikes Back
- Tomenasanna UrbanCrisis
- The Bishi Bashi! e-AMUSEMENT
- Tokimeki Memorial Girl's Side 2nd Season Short Stories
- Hayate no Gotoku!! Puzzle-Dama
- iW Toki Memo
- Logic Puzzle DX
- Power Pro World University Baseball Success Volume
- Power Pro World High School Baseball Success Volume
- Power Pro World Shakaijin Yakyū Success Volume
- Konami Comic: Genso Suikoden Tierkreis
- Tokimeki Memorial Girl's Side 2nd Season: Novell Communications
- Jackal
- Power Pro World Mobile – Powerful Pro Baseball MEGA-X
- Power Pro World Mobile Powerful Pro Baseball 6
- Gorufure!
- DX toranpu 6in
- Kuizu Gakumon Nosusume
- Puchitto Meitantei

2010
- Road Fighters
- Gradius Arc -Legend of Silver Wing-
- Tokimeki Memorial 4 Chu!
- Millionaire Handy
- Suikoden Card Collection
- Tokimeki Memorial Girl's Side Mobile
- Tokimeki Memorial 4: Communication Comic
- DanceDanceRevolution X2
- Silent Hill Mobile 3
- Otegaru FreeCell
- Power Pro World Fierce Fighting High School Baseball Success Volume

2011
- Pop'n music M
- Social Appli Surotore! KPE for GREE
- Social Appli Power Pro home run competition for GREE
- Magic Academy Puzzle-Dama